# Tebota
Tebota (en georgiano: თებოთა) fue una aldea que pertenece a la parcialmente reconocida República de Osetia del Sur, parte del distrito de Znaur, aunque de iure pertenece al municipio de Tighvi de la región de Iberia Interior de Georgia.

## Geografía
Tebota se encuentra en la vertiente oriental de la cordillera de Liji, en el lado izquierdo del río Ozhoruli, a 6 km de Kornisi. 

## Historia
De 1922 a 1990, formó parte del distrito de Znaur del óblast autónomo de Osetia del Sur, siendo de mayoría osetia.